# Przekrwienie
Przekrwienie (łac. z gr. hyperaemia) - zwiększenie ilości krwi w narządzie wskutek zwiększonego dopływu krwi tętniczej (przekrwienie czynne) albo utrudnionego odpływu krwi żylnej (przekrwienie bierne). Przekrwienie mieszane łączy w sobie obydwa mechanizmy.

## Przekrwienie czynne
Przekrwienie czynne, czyli tętnicze (łac. hyperaemia activa s. arteriosa), bywa zjawiskiem fizjologicznym (np. podczas zwiększonej pracy narządu lub emocji, które objawiają się zaczerwienieniem twarzy) albo też zjawiskiem patologicznym w przypadkach:
- porażenia nerwów zwężających tętnicę (uszkodzenie lub usunięcie zwoju współczulnego);
- pobudzenia nerwów rozszerzających tętnicę (np. w przypadku gorączki);
- zwiotczenia miocytów błony środkowej tętnic (np. w wyniku działania zbyt wysokiej temperatury albo zwolnienia istniejącego ucisku na tętnicę).

Przekrwienie czynne towarzyszy też początkowej fazie zapalenia oraz występuje w momencie zgonu, ze względu na występujący chwilowy skurcz tętnic.

## Przekrwienie bierne
W odróżnieniu od przekrwienia czynnego, przekrwienie bierne, żylne (łac. hyperaemia passiva s. venosa) jest zawsze zjawiskiem patologicznym, powstającym na tle miejscowego utrudnienia odpływu krwi żylnej, albo z powodu niewydolności serca. 
Utrudnienie miejscowe odpływu krwi żylnej ma znaczenie, gdy przeszkoda zamyka dużą żyłę. Z niedrożnością małej żyły organizm umie sobie poradzić, poprzez wytworzenie obocznego krążenia żylnego. Utrudnienia miejscowe odpływu krwi mogą wynikać z: zakrzepicy, ucisku z zewnątrz, toczącego się procesu zapalnego lub nowotworowego, zwężenia światła żyły (zarówno wrodzonego jak i nabytego).
Niewydolność mięśnia prawej komory powoduje przekrwienie bierne obwodowe, a niewydolność mięśnia lewej komory - przekrwienie bierne płuc (co wynika z anatomii układu krążenia).
Następstwem przekrwienia biernego są:
- obrzęk podatnej tkanki łącznej oraz przesięki do jam surowiczych;
- mikrokrwotoki z konsekwencją powstawania hemosyderyny;
- zapalenie przekrwienne błon śluzowych (nieżyt zastoinowy);
- rozwój krążenia obocznego żylnego.

Przekrwienie bierne prowadzi także do zmian wtórnych w narządach. Nagłe, całkowite przerwanie odpływu krwi z kończyn kończy się martwicą krwotoczną (zawał krwotoczny). Natomiast długotrwałe utrudnienie odpływu powoduje zjawiska będące konsekwencją niedotlenienia:
- stłuszczenie, a niekiedy martwica komórek miąższowych;
- rozplem tkanki łącznej.

Zmiany te są najwyraźniej widoczne w śledzionie, wątrobie i płucach.